# تپه محض‌آباد
تپه محض آباد مربوط به اواخر هزاره دوم قبل از میلاد است و در شهرستان گرگان، روستای محض آباد واقع شده و این اثر در تاریخ ۲۳ فروردین ۱۳۴۶ با شمارهٔ ثبت ۷۴۱ به‌عنوان یکی از آثار ملی ایران به ثبت رسیده است.